# 香々美南村
香々美南村（かがみみなみむら）は、岡山県苫田郡にあった村である。
現在の苫田郡鏡野町市場、沖、香々美、公保田、沢田、寺和田に当たる。

## 沿革
- 1889年（明治22年）6月1日 - 町村制施行に伴い、西北条郡市場村、沖村、香々美村、公保田村、沢田村、寺和田村が合併し、香々美南村となる。大字市場に役場を置く。
- 1900年（明治33年）4月1日 - 西北条郡が西西条郡、東南条郡、東北条郡と合併し、苫田郡となる。
- 1952年（昭和27年）11月10日 - 大野村、小田村、香々美北村、中谷村、芳野村と合併し、鏡野町となる。

## 地名の読み方
- 市場（いちば）
- 沖（おき）
- 香々美（かがみ）
- 公保田（くほうでん）
- 沢田（さわた）
- 寺和田（てらわだ）

## 郵便番号（現在）
- 708-0311 苫田郡鏡野町寺和田
- 708-0312 苫田郡鏡野町香々美
- 708-0313 苫田郡鏡野町公保田
- 708-0314 苫田郡鏡野町沢田
- 708-0315 苫田郡鏡野町市場
- 708-0322 苫田郡鏡野町沖

708-031Xの残りの番号は大野村を、708-032Xの残りの番号は大野村、芳野村を参照。